# Monte Alejandro Rubido García
Monte Alejandro Rubido García (Ciudad de México, 27 de enero de 1954), es un abogado, político y especialista en seguridad pública mexicano. Se desempeñó como titular de la Unidad de Gobierno de la Secretaría de Gobernación, (SEGOB), el 20 de marzo de 2014, fue nombrado titular de la Comisión Nacional de Seguridad en sustitución de Manuel Mondragón y Kalb por Enrique Peña Nieto. Fue uno de los fundadores y secretario general del Centro de Investigación y Seguridad Nacional (CISEN). Fue subsecretario de Prevención del Delito de la extinta Secretaría de Seguridad Pública Federal y secretario ejecutivo del Sistema Nacional de Seguridad Pública durante el sexenio de Felipe Calderón Hinojosa.

## Biografía
Hijo de Alfonso Rubido y María García. Es licenciado en derecho por la Universidad Nacional Autónoma de México. Comenzó su carrera como funcionario público en los años 70 en el Instituto Nacional de Protección a la Infancia, que luego pasaría a ser el Sistema Nacional para el Desarrollo Integral de la Familia. En 1986 se integra a la Dirección General de Seguridad Nacional (DISEN) que antecedió en funciones al CISEN, cuando este último fue creado en 1989 Rubido García se convirtió en uno de los fundadores ocupando el puesto de Director de Análisis e Investigación. Durante esta época se le atribuye ser uno de los autores de la documentación que se redactaron en el CISEN sobre la existencia y actividades del subcomandante Marcos y el EZLN aún antes de que el movimiento zapatista saliera a la luz pública en 1994; documentos que luego serían dados a conocer en los libros La rebelión de las Cañadas y Marcos: la genial impostura.
En 1994 se integra al Gobierno del Estado de México cuando Emilio Chuayffet era gobernador, donde encabeza la Unidad de Información y Análisis, también encargada de la seguridad de dicha entidad.
Un año después volvió al Centro de Investigación y Seguridad Nacional, donde fue Secretario General Adjunto, Director de Estudios Estratégicos hasta ser designado Secretario General que ocupó hasta 2006. Durante esta época, entre 2001 y 2002 fue relacionado con actos de espionaje político en el Estado de México durante la gubernatura de Arturo Montiel, de los que luego fue deslindado por la Procuraduría General de la República.
En enero de 2007 es designado titular de la Subsecretaría de Prevención, Vinculación y Derechos Humanos de la Secretaría de Seguridad Pública para luego ser nombrado secretario ejecutivo del Sistema Nacional de Seguridad Pública en septiembre de 2009, luego volvería a la Secretaría de Seguridad Pública hasta 2012.
El 16 de enero de 2012 es designado director general del Centro de Investigación y Seguridad Nacional (CISEN) durante la presidencia de Felipe Calderón Hinojosa.
Tras la renuncia de Manuel Mondragón y Kalb a la titularidad de la recién creada Comisión Nacional de Seguridad que sustituyó en funciones a la Secretaría de Seguridad Pública, en marzo de 2014, Monte Alejandro Rubido es propuesto por el secretario de gobernación Miguel Ángel Osorio Chong para ocupar tal cargo. Fue ratificado por el Senado de México el 25 de marzo del mismo año y tomó protesta ese mismo día.